# 本江駅 (富山県福野町)
本江駅（ほんごうえき）は、かつて富山県東礪波郡福野町（現南砺市）にあった加越能鉄道加越線の駅（廃駅）。

## 歴史
- 1933年（昭和8年）5月15日：開業。
- 1943年（昭和18年）1月1日：富山地方鉄道の駅となる。
- 1950年（昭和25年）10月23日：加越能鉄道の駅となる。
- 1972年（昭和47年）9月16日：加越線の廃止により廃駅。

## その他
- 廃線後しばらく加越線の待合所がバスの待合所として使用されたが、現在は取り壊され、バス停も北側に移転している[1]。

## 隣の駅
加越能鉄道
加越線
津沢駅 - 本江駅 - 野尻駅